# 車塚 (枚方市)
座標: 北緯34度50分02.3秒 東経135度40分13.0秒車塚（くるまづか）は、大阪府枚方市にある町丁。1丁目～2丁目まである。郵便番号は573-1159。

## 地理
東は片鉾東町、西は小倉東町、南は片鉾本町・上野、北は黄金野・北片鉾町と隣接している。

## 交通

### 鉄道
鉄道は走っていない。

### バス
| 業者     | 路線名 | 起点     | 町内の停留所      | 終点   |
| -------- | ------ | -------- | ----------------- | ------ |
| 京阪バス | 12     | 枚方市駅 | (片鉾本町)-北片鉾 | 北片鉾 |
| 京阪バス | 84     | 樟葉駅   | (牧野本町)-北片鉾 | (環状) |

## 施設

### 1丁目
- 枚方市立やすらぎの杜
- 輝きプラザきらら
- 枚方市教育委員会
- 関西外国語大学第4国際交流セミナー ハウス
- 牧野車塚古墳
- 車塚共同墓地
- タイヤ公園

### 2丁目
- 車塚公園
- 枚方市立中央図書館